# Grb Sjedinjenih Američkih Država
Grb Sjedinjenih Američkih Država (izvorno: Great Seal of the United States - Veliki pečat Sjedinjenih Američkih Država) u upotrebi je od 1782. godine. Sastoji se od prednje i stražnje strane. Prednja strana je grb SAD-a u klasičnom smislu i koristi se na putovnicama, raznim dokumentima te vojnim i državnim obilježjima.
Na stražnjoj strani novčanice od jednog američkog dolara pojavljuju se prednja i stražnja strana grba, dok se kod većih denominacija pojavljuje samo prednja strana, i to na prednjoj strani novčanice.

## Prednja strana
Na prednjoj strani grba se nalazi bjeloglavi orao raširenih krila, koji u kljunu drži bijelu traku s geslom SAD-a, "E pluribus unum" ("Iz mnogih, jedno"). Orao u kandžama drži snop od 13 strijela i maslinovu grančicu, simbol mira.
Iznad orla se nalazi trinaest zvjezdica, postavljenih u obliku veće zvijezde, u formaciji 1-4-3-4-1. Na prsima orla je štit koji predstavlja zastavu SAD-a.

## Stražnja strana
Odluka iz 1782. godine opisuje stražnju stranu grba kao nedovršenu piramidu, na vrhu koje je "svevideće oko" u trokutu. U podnožju piramide je, rimskim brojem napisana, 1776., godina neovisnosti.
Na vrhu grba je natpis "Annuit Cœptis" ("On odobrava naš pothvat"), a u podnožju je natpis "Novus ordo seclorum" ("Novi poredak u vjekove").

## Simbolika broja trinaest
Broj trinaest, koji se na grbu pojavljuje u više slučajeva, predstavlja trinaest prvobitnih američkih saveznih država:
Na prednjoj strani:
- trinaest zvjezdica iznad orla
- trinaest crvenih i bijelih pruga na štitu
- trinaest strijela u kandži orla
- trinaest slova u geslu "e pluribus unum"
- trinaest listova i trinaest maslina na maslinovoj grančici

Na stražnjoj strani:
- trinaest redova cigli u piramidi
- trinaest strana trake s natpisom "Novus ordo seclorum"
- trinaest slova u geslu "annuit cœptis"